# Pilosella officinarum
Pilosella officinarum é uma espécie de planta com flor pertencente à família Asteraceae. 
A autoridade científica da espécie é F.W.Schultz & Sch.Bip., tendo sido publicada em Flora 45(27): 422. 1862.
Os seus nomes comuns são pilosela-das-boticas ou piloselas.

## Portugal
Trata-se de uma espécie presente no território português, nomeadamente em Portugal Continental.
Em termos de naturalidade é nativa da região atrás indicada.

## Protecção
Não se encontra protegida por legislação portuguesa ou da Comunidade Europeia.